# Apocrifo di Giovanni
L'Apocrifo di Giovanni (Libro segreto di Giovanni o Rivelazione segreta di Giovanni, in quanto qui «apocrifo» sta a significare «segreto») è un vangelo composto in lingua greca nel II secolo (entro il 185) attribuito (pseudoepigraficamente) a Giovanni apostolo. Si tratta di un vangelo gnostico.
Citato da Ireneo di Lione, è stato ritenuto perduto fino al ritrovamento di tre distinte versioni in lingua copta tra i Codici di Nag Hammadi nel 1945, più una quarta versione.

## Versioni
L'Apocrifo di Giovanni fu un libro estremamente diffuso tra i maestri gnostici, che lo rielaborarono più volte, tanto che ne furono prodotte almeno cinque versioni:
- una versione lunga, tramandata da due copie in lingua copta ritrovate a Nag Hammadi (codice II.1 e codice IV.1), caratterizzata dalla citazione di un Libro di Zoroastro.
- una prima versione corta, tramandata da una copia in copto ritrovata a Nag Hammadi (codice III.1), caratterizzata da alcune peculiarità teologiche (e da una propria traduzione in copto, indipendente dalle altre).
- una seconda versione corta, tramandata da una copia in copto (manoscritto copto p. Berol. 8502), caratterizzata da alcune peculiarità teologiche (e da una propria traduzione in copto, indipendente dalle altre).
- una terza versione corta, nota solo attraverso il compendio fattone da Ireneo di Lione nella sua opera Contro le eresie (185).

## Contenuto e tematiche trattate
L'Apocrifo di Giovanni descrive l'apparizione di Gesù all'apostolo, cui comunica una rivelazione privilegiata, non trasmessa nel suo ministero.
La rivelazione segreta descrivente creazione, caduta, redenzione dell'umanità contiene alcuni elementi tipici della dottrina gnostica:
- tripartizione degli uomini (terreni, psichici, spirituali).
- creazione del demiurgo.
- 7 eoni (emanazioni delle divinità).
- dicotomia luce/oscurità.
- divinità intrappolata nell'uomo mortale.

### Il testo
Il testo dell'Apocrifo di Giovanni si apre con una prima scena dove si vede Giovanni salire al tempio per pregare. Raggiunto dalla voce di un notabile dell'ortodossia ebraica che gli insinua dubbi sul tradimento perpetrato dal falso maestro Gesù che avrebbe distolto i suoi discepoli dall'osservanza della tradizione, Giovanni, triste e confuso, si allontana dal tempio, ritirandosi in un luogo deserto dove gli appare in visione colui che ha sconfitto la morte e gli impartisce nuovi insegnamenti segreti, affinché Giovanni non dubiti più che il suo maestro lo ha tradito, ma gli ha insegnato la verità.